# Vucub Caquix
Vucub Caquix (Wuqüb'-Kaqix nella moderna trascrizione Quiché, generalmente interpretato come Sette Ara Macao, da Vucub, "sette", e Caquix, aggettivo indicante il colore rossastro delle piume dell'ara; è noto anche come Vucub-Camé) è un demone-uccello presente nella mitologia Maya e nel Popol Vuh.

## Il mito
Vucub Caquix era un mostro in forma d'uccello, dotato di denti e occhi fatti di giada e oro.
Egli era molto presuntuoso: sosteneva d'essere il Sole, ma il suo sguardo, per quanto bello, non era in grado di vedere tutto il mondo come invece faceva lo sguardo del vero Sole.
Gli uomini, non potendo saperlo, credettero alle sue parole e lo venerarono, sacrificandogli l'intero popolo di Motz. 
A JunRaqan, il cuore del cielo, non piacque che venissero adorati falsi dei come Vucub Caquix.
Lui e sua moglie si recarono quindi dagli eroi gemelli, Hunahpu e Ixbalanqué, e ordinarono loro di uccidere Vucub Caquix.
I due gemelli accettarono; si appostarono su un albero di dolci ciliegie bianche, dove Caquix si recava spesso per mangiare.
Quando Caquix fu arrivato, i gemelli lo colpirono e lo ferirono gravemente, facendolo cadere a terra.
Hunahpu lo toccò per vedere se era morto, ma non appena sfiorato, il mostro si alzò e gli staccò il braccio.
Hunahpu e Ixbalanqué allora si recarono da Due Dei, e architettarono uno stratagemma: i Due Dei avrebbero dovuto accompagnarli da Vucub Caquix fingendo d'essere i loro nonni. I Due Dei avrebbero poi ingannato il demone facendogli credere di essere dei medici in grado di curare le ferite da lui riportate durante il recente scontro, salvo poi sottrargli gli splendidi denti di giada e oro al fine di renderlo sgradevole alla vista. I due Dei si offrirono quindi di curare i denti di Vucub Caquix, ma glieli rubarono e li sostituirono con zanne orrende.
Nel frattempo Hunahpu riprese il braccio.
Quando l'indomani Vucub Caquix andò a farsi venerare, la gente pensò che quell'essere orribile non poteva in alcun modo essere il Sole, che invece era bellissimo.
Vucub Caquix ne fu umiliato al punto che morì di vergogna.
Di Vucub Caquix rimasero i figli, Zipacna e Cabracan, che avevano ereditato tutta la sua arroganza, e che dicevano di essere rispettivamente colui che crea le montagne e colui che le distrugge.
Ma Hunahpu e Ixbalanque sconfissero anche loro e distrussero i falsi dei.